# Alex Décotte
 (septembre 2007).
Si vous disposez d'ouvrages ou d'articles de référence ou si vous connaissez des sites web de qualité traitant du thème abordé ici, merci de compléter l'article en donnant les références utiles à sa vérifiabilité et en les liant à la section « Notes et références ».
Alex Décotte, né le 27 novembre 1944, était un journaliste et animateur de la Radio suisse romande et de la Télévision suisse romande. Il a réalisé divers documentaires pour différentes télévisions et agences. Il est également un écrivain. Il est devenu célèbre dans le bassin lémanique pour sa contribution à l'émission "À bon entendeur".

## Biographie
Né en France en 1944, il a suivi des études de philosophie à Fribourg-en-Brisgau. Il est devenu par la suite maire-adjoint à la culture de Ferney-Voltaire.

## Carrière
- À la radio
  - L'aventure de l'oreille en coin (France Inter)
  - Effets divers (avec Madeleine Caboche, Radio Suisse Romande)
  - Carnets de route autour du monde
- À la télévision
  - A Bon Entendeur (avec Catherine Wahli)
  - Zig Zag Café de Jean-Philippe Rapp, chroniques et reportages au long cours
  - "Mongolie: un hiver sous la yourte"
  - "Les chemins de Compostelle"
  - "Western"
  - "Portrait de l'Abbé Pierre"
  - "Le Gringo de La Paz"
  - "Gauguin à Pont-Aven"

## Publications
- Gauchos, 1978Coécrit avec Maximilien Bruggmann
- Corse et Sardaigne, 1980Coécrit avec Maximilien Bruggmann
- Terre de feu, 1980Coécrit avec Maximilien Bruggmann
- Maman Révolution, 1981
- Provence et Camargue, 1982 éditions Silva, ZurichCoécrit avec Maximilien Bruggmann
- Bretagne et Normandie, 1985 éditions Silva, ZurichCoécrit avec Maximilien Bruggmann
- Et Malville explosa, 1988Coécrit avec Jacques Neirynck
- Cowboys & Rodeos, 1990Coécrit avec Maximilien Bruggmann
- Si tous les enfants du monde, 1989Coécrit avec C.Lefèvre et P.Aeberhard, préface de François Mitterrand
- Bretagne, 1994
- Le siècle de Gilles, 1995
- Les cendres de Superphenix, 1997Roman coécrit avec Jacques Neirynck
- La Roumanie insolite 2008